# أبو أحمد فيصل
أبو أحمد فيصل (بالبنغالية: আবু আহমেদ ফয়সাল) هو لاعب كرة قدم ومدرب كرة قدم بنغلاديشي في مركز الدفاع، ولد في 11 يونيو 1974 في دكا في بنغلاديش. شارك مع منتخب بنغلاديش لكرة القدم. أما مع النوادي، فقد لعب مع Arambagh KS ‏.

## وصلات خارجية
- أبو أحمد فيصل على موقع ناشيونال فوتبول تيمز (الإنجليزية)
- أبو أحمد فيصل على موقع Soccerway.com (الإنجليزية)